# Przodopłciowe
Przodopłciowe, wije przodopłciowe (Progoneata) – takson wijów, obejmujący wszystkie ich gromady, z wyjątkiem pareczników, określanych jako tyłopłciowe.
Charakterystyczną cechą tych wijów jest umiejscowienie otworów płciowych z przodu tułowia, pomiędzy odnóżami tułowiowymi drugiej pary. Inne apomorfie, które mają świadczyć o monofiletyzmie grupy to obecność apodem sternalnych i trichobotria z bulwiasto nabrzmiałymi nasadami oraz cechy embriogenezy: rozwój jelita środkowego i przekształcenie się witellofagów w ciałko tłuszczowe następują w obrębie żółtka.
Do przodopłciowych zalicza się: dwuparce, skąponogi i drobnonogi. Dwuparce łączy się ze skąponogami w takson dwuprzysadkowych (Dignatha) lub też skąponogi łączy się z drobnonogami w takson Edafopoda.
Najstarsze znane skamieniałości wijów, pochodzą z górnego syluru i należą do dwuparców, a więc przodopłciowych.